# Landøya
Landøya este o localitate din comuna Asker, provincia Akershus, Norvegia.